# 瓦拉贾佩特
瓦拉贾佩特（Walajapet），是印度泰米尔纳德邦Vellore县的一个城镇。总人口29472（2001年）。

## 人口
该地2001年总人口29472人，其中男性14739人，女性14733人；0—6岁人口3201人，其中男1678人，女1523人；识字率74.51%，其中男性为80.58%，女性为68.44%。